# Não Te Prives
Não te Prives - Grupo de Defesa dos Direitos Sexuais (en español: No te prives - Grupo de Defensa de los Derechos Sexuales) es una asociación local que se centra en los derechos humanos, concretamente en la lucha contra la discriminación basada en la sexualidad y el género, con sede en la ciudad de Coimbra, Portugal.
Sus principales líneas de actuación son el trabajo por los derechos de lesbianas, gays, bisexuales y transexuales (LGBT), los derechos de la mujer y la educación sexual.